# Brunnenthal, Schärding
Brunnenthal là một đô thị thuộc huyện Schärding thuộc bang Oberösterreich, Áo. Đô thị Brunnenthal, Schärding có diện tích 15 km², dân số thời điểm năm 2006 là 2104 người.